# 北海道道659号勇足停車場線
北海道道659号勇足停車場線（ほっかいどうどう659ごう ゆうたりていしゃじょうせん）は、北海道中川郡本別町内を結ぶ一般道道である。

## 概要

### 路線データ
- 起点：北海道中川郡本別町勇足元町（旧北海道ちほく高原鉄道 勇足駅跡）
- 終点：北海道中川郡本別町勇足元町（国道242号、北海道道134号本別士幌線交点）
- 総距離：0.2 km

## 歴史
- 1969年（昭和44年）6月18日 - 路線認定[1]。

## 地理

### 通過する自治体
- 十勝総合振興局
  - 中川郡本別町

### 主な接続道路
本別町
- 国道242号 - 勇足元町（終点）
- 北海道道134号本別士幌線 - 勇足元町（終点）